# Тамански залив
Тамански залив (рус. Таманский залив) плитки је морски залив уз источну обалу Керчког мореуза Азовског мора у Русији. Налази се у западном делу Таманског полуострва, а од отвореног мора је одвојен Чушком косом на западу и острвом Тузла (односно Кримским мостом) на југозападу. Целом својом акваторијом налази се у саставу Темрјучког рејона Краснодарске покрајине. 
Издужен је у смеру запад-исток у дужини од око 16 км, док је максимална ширина око 8 км. Максимална дубина воде у заливу не прелази 5 метара. Његове обале су доста ниске и у основи јако замочварене. Непосредно уз Чушку косу се налазе бројна мања ниска острва. Под ледом је од средине децембра до почетка марта. 
Највеће насеље на његовим обалама је станица Тамањ која лежи на његовој јужној обали. У заливу је развијен комерцијални риболов.